# Carbonia-Iglesias (tỉnh)
Carbonia-Iglesias (tiếng Ý: Provincia di Carbonia-Iglesias, tiếng Sardegna: Provìntzia de Carbònia-Igrèsias) là một tỉnh cũ của vùng tự trị Sardegna, Ý, bao gồm vùng lịch sử Sulcis-Iglesiente, khu vực tây nam của Sardinia. Các đô thị lớn nhất ở tỉnh này là hai đồng tỉnh lỵ Carbonia (dân số 30.447 người theo điều tra dân số năm 2001), và Iglesias (28.170). Các đô thị quan trọng khác có Sant'Antioco (11.730) nằm ở trên đảo nhỏ cùng tên.